# Sinetula Chaidarowitsch Biljaletdinow
Sinetula Chaidarowitsch Biljaletdinow (russisch Зинетула Хайдарович Билялетдинов; * 13. März 1955 in Moskau, Russische SFSR) ist ein ehemaliger sowjetisch-russischer Eishockeyspieler und derzeitiger -trainer tatarischer Herkunft. Zwischen 2014 und 2019 betreut er erneut Ak Bars Kasan aus der Kontinentalen Hockey-Liga.

## Karriere

### Als Spieler bei Dynamo Moskau
Sinetula Biljaletdinow spielte während seiner kompletten Spielerkarriere für Dynamo Moskau. Während der Saison 1973/74 debütierte er für die Herrenmannschaft des Klubs in der Wysschaja Liga, der damals höchsten Spielklasse der Sowjetunion. Ab der folgenden Spielzeit gehörte er fest zum Kader des Klubs, mit dem er insgesamt sieben Mal sowjetischer Vizemeister (1977–1980, 1985–1987) wurde. Zudem gewann er mit Dynamo 1976 den sowjetischen Pokalwettbewerb. 1988 beendete er vorübergehend seine Karriere, ehe er seine Karriere zwischen 1989 und 1991 bei der zweiten Mannschaft von Dynamo in der zweiten Spielklasse, der Perwaja Liga, ausklingen ließ. Dabei agierte er als Spielertrainer.
Insgesamt erzielte er 63 Tore in 588 Spielen der Wysschaja Liga.
Biljaletdinow beendete 1979 sein Studium am Zentralinstitut für Körperkultur und Sport in Moskau und 1982 ein Studium am Regionalen Pädagogischen Institut Moskau, Fakultät für Leibeserziehung.

### International
Sinetula Biljaletdinow vertrat sein Heimatland erstmals bei der U19-Junioren-Europameisterschaft 1974, bei der die Silbermedaille gewann. Anschließend folgten Teilnahmen an den U20-Junioren-Weltmeisterschaft 1974 und 1975, bei denen er mit der sowjetischen U20-Auswahl jeweils Weltmeister wurde.
Am 20. August 1976 stand Biljaletdinow in einem Spiel gegen Schweden zum ersten Mal für die Herren-Nationalmannschaft (Sbornaja) auf dem Eis. Sein erstes größeres Turnier war der Canada Cup 1976, bei der die Sbornaja den dritten Platz belegte. Sein erster großer Erfolg im Herrenbereich war der Gewinn des Weltmeistertitels 1978, der 1979 wiederholt wurde. 1980 nahm er mit dem Nationalteam an den Olympischen Winterspielen in Lake Placid teil, bei dem aufgrund des Miracle on Ice die erfolgsverwöhnte Sbornaja nur die Silbermedaille gewann.
In den folgenden Jahren nahm Biljaletdinow an weiteren Weltmeisterschaften teil und gewann dabei 1981, 1982, 1983, 1985 und 1986 erneut die Goldmedaille. Darüber hinaus nahm er am Canada Cup 1981 und 1984 teil.
Seine internationale Karriere wurde mit der Goldmedaille bei den Olympischen Winterspielen 1984 gekrönt. Seine letzte Weltmeisterschaft absolvierte er 1987, bei der er die Silbermedaille gewann. Am 2. Februar 1988 bestritt er sein letztes Länderspiel.
Für die sowjetische Nationalmannschaft erzielte er insgesamt 21 Tore in 244 Länderspielen.

### Als Trainer
Biljaletdinow begann seine Trainerkarriere 1988 als Assistenztrainer von Juri Moissejew bei Dynamo Moskau und hatte dieses Amt bis 1992 inne. während dieser Zeit gewann Dynamo Moskau drei Meisterschaften. Zwischen 1993 und 1997 war er Assistenztrainer im Franchise der Winnipeg Jets, das 1996 nach Phoenix (Arizona) zog und in Phoenix Coyotes umbenannt wurde. Er war damit der erste russische Trainer in der National Hockey League und lernte während dieser Zeit viel über nordamerikanische Trainingslehre und -praktiken. 1997 kehrte er nach Russland zurück und wurde Cheftrainer bei Dynamo Moskau. Unter seiner Führung wurde das Team 1999 Vizemeister und 2000 russischer Meister. Zudem belegte das Team in dieser Zeit zweimal den zweiten Platz in der European Hockey League. Im Mai 2001 entschied er sich für ein Vertragsangebot des HC Lugano aus der Schweizer Nationalliga A, wurde aber im Dezember 2011 nach drei Niederlagen in Folge entlassen. Im Februar 2002 wurde er erneut zum Cheftrainer von Dynamo Moskau ernannt und erreichte mit der Mannschaft das Playoff-Viertelfinale. In den folgenden zwei Jahren war die Saison jeweils auch im Viertelfinale beendet, so dass er anschließend keinen neuen Vertrag erhielt.
Neben seiner Tätigkeit als Vereinstrainer unterstützte Biljaletdinow den russischen Eishockeyverband regelmäßig bei großen Turnieren. So war er Assistenztrainer der russischen Nationalmannschaft bei den Weltmeisterschaften 1998, 1999, 2000 sowie bei den Olympischen Winterspielen 1998 in Nagano und den Olympischen Winterspielen 2002 in Salt Lake City. Dabei gewann er 1998 die olympische Silber- und 2002 die Bronzemedaille.

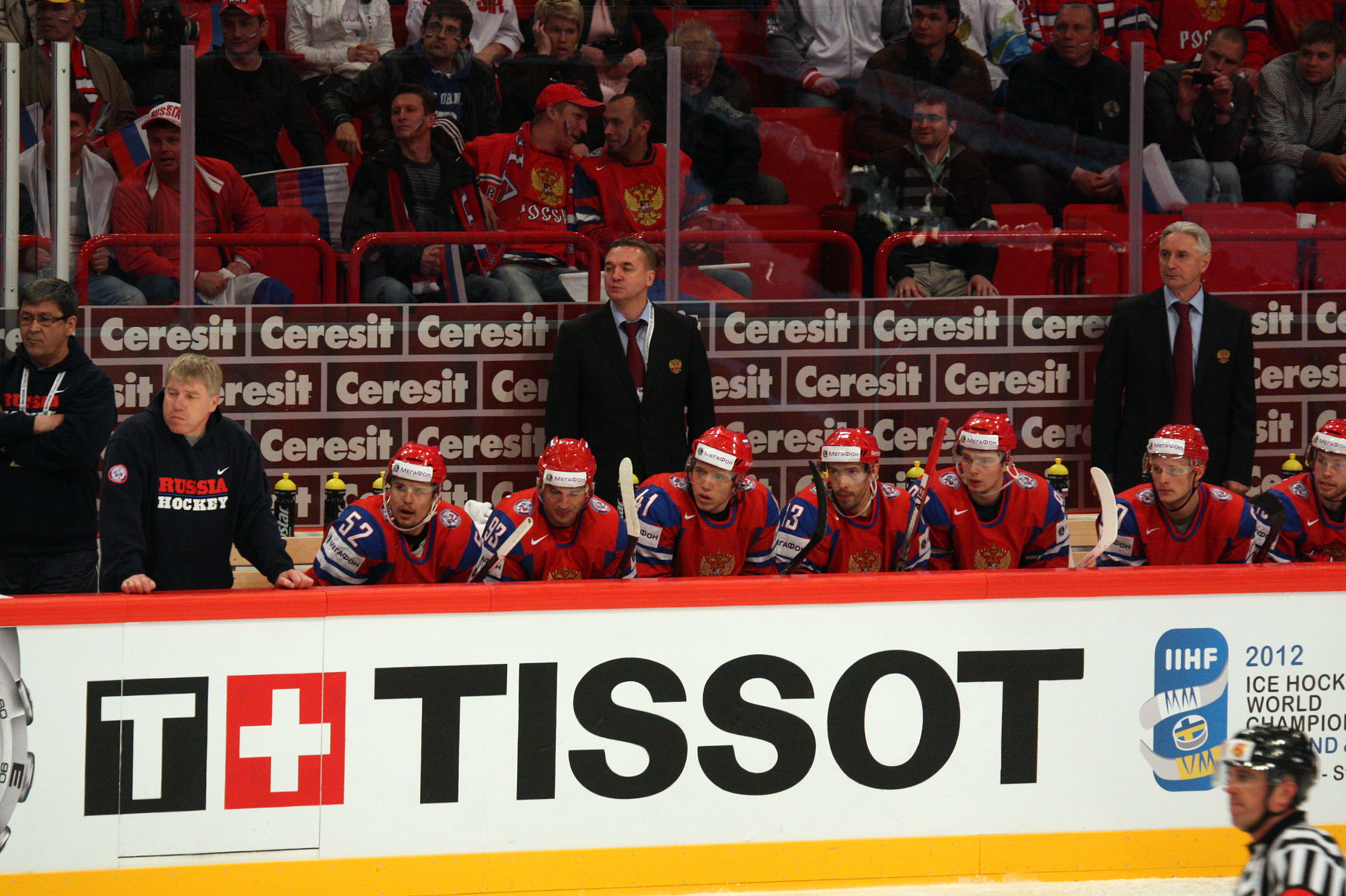
Biljaletdinow bei der Weltmeisterschaft 2012 (rechts)

Nach der Weltmeisterschaft 2004 übernahm Biljaletdinow erstmals das Amt des verantwortlichen Nationaltrainers der russischen Auswahlmannschaft und bereitete diese auf den World Cup of Hockey 2004 vor, bei dem die Russen im Viertelfinale gegen die US-amerikanische Nationalmannschaft verloren. Am 30. September 2004 wurde er zum Cheftrainer von Ak Bars Kasan ernannt, mit dem er 2006 die russische Meisterschaft sowie 2007 den IIHF European Champions Cup gewann. 2009 führte er sein Team zum erstmaligen Gewinn des – mit Gründung der Kontinentalen Hockey-Liga eingeführten – Gagarin-Pokals. Ein Jahr später, am Ende der Saison 2009/2010, gewann der Ak Bars abermals den Gagarin-Pokal, verbunden mit der russischen Meisterschaft. Mit insgesamt vier russischen Meistertitel war er damit Rekordhalter der Trainer der höchsten russischen Spielklasse.
Im Juni 2011 wurde Biljaletdinow als Cheftrainer der russischen Nationalmannschaft vorgestellt und ersetzte Wjatscheslaw Bykow, dessen Kontrakt nach der Weltmeisterschaft 2011 nicht verlängert wurde. Mit der Sbornaja gewann er im Mai 2012 die Goldmedaille bei der Weltmeisterschaft, nachdem sie alle zehn Spiele des Turniers gewonnen hatte. Bei der Weltmeisterschaft 2013 erreichte die russische Mannschaft erstmals nach sechs Jahren nicht das Halbfinale, da sie im Viertelfinale der US-amerikanischen Nationalmannschaft mit 3:8 unterlagen.
Biljaletdinow führte das Nationalteam auch bei den Olympischen Winterspielen 2014 in Sotschi an. Aufgrund der nicht überzeugenden Spielweise und des Ausscheidens des Nationalteams im olympischen Viertelfinale trat er am 5. März 2014, kurz nach den Winterspielen, zurück und wurde durch Oleg Snarok ersetzt.
Im März 2014 übernahm Biljaletdinow das Amt des Vizepräsidenten und General Managers bei Ak Bars Kasan. Zur Saison 2014/15 wurde er erneut Cheftrainer von Ak Bars und absolvierte im Oktober 2014 sein 800. Spiel als Trainer in der höchsten russischen Spielklasse. Unter seiner Führung erreichte Ak Bars 2015 erneut das Gagarin-Pokal-Finale und verlor dort gegen den SKA Sankt Petersburg mit 1:4.
Im März 2017 erreichte er als fünfter russischer Trainer den Meilenstein von 1.000 Spielen und im Oktober 2018 absolvierte er sein 1.1000 Spiel als Trainer. Am 22. April 2018 gewann Ak Bars zum dritten Mal den Gagarin-Pokal, als sein Team den HK ZSKA Moskau mit 4:1 in der Finalserie besiegte. Damit wurde Ak Bars mit drei Siegen der Rekordgewinner des Meisterschaftspokals. Ein Jahr später trat Biljaletdinow von seinem Amt als Cheftrainer zurück, nachdem Ak Bars im Play-off-Achtelfinale ausgeschieden war.

## Privates

### Familie
Biljaletdinow entstammt einer tatarischstämmigen Arbeiterfamilie, die ihre Wurzeln in der Oblast Nischni Nowgorod hat. Sein Vater Chaidar Biljaletdinow (1928–1999) war Arbeiter in einer Schuhfabrik. Seine Mutter Njaima Biljaletdinowa (1926–2000) war zuerst Arbeiterin in einer Textilfabrik und danach Reinigungskraft bei der bekannten Moskauer Konditorei "Roter Oktober".
Sinetula Biljaletdinow ist mit Nadeschda Wiktorowna, einer Ingenieurin, verheiratet. Das Paar hat eine erwachsene Tochter (* 1978), die mit dem ehemaligen Eishockeyspieler Stanislaw Romanow verheiratet ist und mit ihm zwei Kinder hat. Eines davon (und somit Biljaletdinows Enkel) ist Alexander Romanow, der als Eishockeyspieler den Sprung in die NHL schaffte.

### Sonstiges
Sinetula Biljaletdinow trägt den militärischen Dienstgrad "Oberst der Reserve".

## Erfolge und Auszeichnungen
- siebenfacher sowjetischer Vizemeister 1977–1980, 1985–1987
- sowjetischer Pokalsieger 1976

### International
- 1974 Silbermedaille bei der U19-Junioren-Europameisterschaft
- 1974 Goldmedaille bei der U20-Junioren-Weltmeisterschaft
- 1975 Goldmedaille bei der U20-Junioren-Weltmeisterschaft
- 1976 Bronzemedaille beim Canada Cup
- 1978 Goldmedaille bei der  Weltmeisterschaft

- Goldmedaille bei der Europameisterschaft

- 1979 Goldmedaille bei der Weltmeisterschaft

- Goldmedaille bei der Europameisterschaft

- 1980 Silbermedaille bei den Olympischen Winterspielen
- 1981 Goldmedaille bei der  Weltmeisterschaft

- Goldmedaille bei der Europameisterschaft

- 1981 Canada-Cup-Sieger
- 1982 Goldmedaille bei der  Weltmeisterschaft

- Goldmedaille bei der Europameisterschaft

- 1983 Goldmedaille bei der Weltmeisterschaft

- Goldmedaille bei der Europameisterschaft

- 1984 Goldmedaille bei den Olympischen Winterspielen
- 1984 Bronzemedaille beim Canada Cup
- 1985 Bronzemedaille bei der Weltmeisterschaft

- Goldmedaille bei der Europameisterschaft

- 1986 Goldmedaille bei der Weltmeisterschaft

- Goldmedaille bei der Europameisterschaft

- 1987 Silbermedaille bei der Weltmeisterschaft

- Goldmedaille bei der Europameisterschaft

### Als Trainer
- 1990 Sowjetischer Meister mit dem HK Dynamo Moskau (als Co-Trainer)[16]
- 1991 Sowjetischer Meister mit dem HK Dynamo Moskau (als Co-Trainer)
- 1992 GUS-Meister mit dem HK Dynamo Moskau (als Co-Trainer)
- 1993 Meister der MHL mit dem HK Dynamo Moskau (als Co-Trainer)
- 1998 Silbermedaille bei den Olympischen Winterspielen (als Co-Trainer)
- 1999 Russischer Vizemeister mit dem HK Dynamo Moskau
- 2000 Russischer Meister mit dem HK Dynamo Moskau
- 2002 Bronzemedaille bei den Olympischen Winterspielen (als Co-Trainer)
- 2006 Russischer Meister mit Ak Bars Kasan
- 2007 Gewinn des IIHF European Champions Cup mit Ak Bars Kasan
- 2007 Russischer Vizemeister mit Ak Bars Kasan
- 2008 Gewinn des IIHF Continental Cup 2007/08 mit Ak Bars Kasan
- 2009 Gewinn des Gagarin-Pokals und Russischer Meister mit Ak Bars Kasan
- 2009 KHL-Trainer des Jahres
- 2010 Gewinn des Gagarin-Pokals und Russischer Meister mit Ak Bars Kasan
- 2012 Goldmedaille bei der Weltmeisterschaft
- 2015 Russischer Vizemeister mit Ak Bars Kasan
- 2018 Gewinn des Gagarin-Pokals und Russischer Meister mit Ak Bars Kasan
- 2018 KHL-Trainer des Jahres
- 2019 Teilnahme am KHL All-Star Game

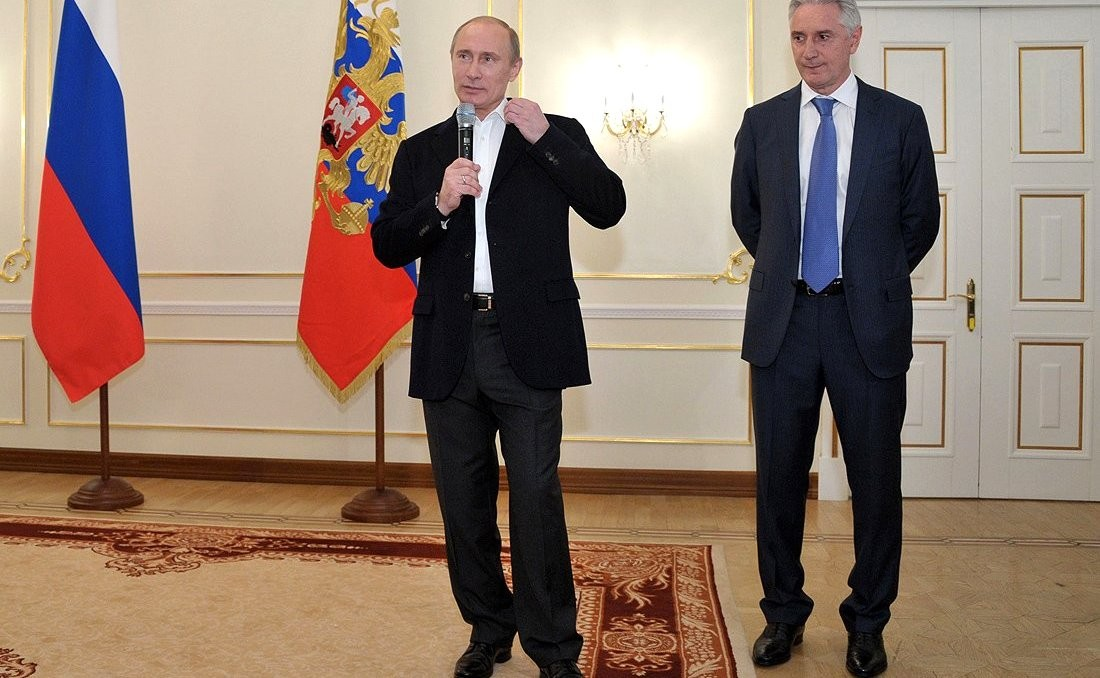
Ehrung durch Wladimir Putin nach dem Gewinn der Goldmedaille bei der WM 2012

### Ehrungen und Orden
- 1978 Verdienter Meister des Sports der UdSSR
- 1978 Ehrenzeichen der Sowjetunion
- 1981 Ehrenzeichen der Sowjetunion
- 1984 Orden der Völkerfreundschaft
- 1992 Verdienter Trainer Russlands
- 2009 Orden „Für Verdienste gegenüber der Republik Tatarstan“
- 2011 Orden der Ehre
- 2018 Verdienstorden für das Vaterland IV. Klasse

## Karrierestatistik
(Legende zur Spielerstatistik: Sp oder GP = absolvierte Spiele; T oder G = erzielte Tore; V oder A = erzielte Assists; Pkt oder Pts = erzielte Scorerpunkte; SM oder PIM = erhaltene Strafminuten; +/− = Plus/Minus-Bilanz; PP = erzielte Überzahltore; SH = erzielte Unterzahltore; GW = erzielte Siegtore; 1 Play-downs/Relegation; Kursiv: Statistik nicht vollständig)